# Lussemburgo ai XXIV Giochi olimpici invernali
Il Lussemburgo ha partecipato ai XXIV Giochi olimpici invernali che si sono svolti a Pechino, Cina, dal 4 al 20 febbraio 2022. La delegazione era composta da 2 atleti, un uomo e una donna.

## Delegazione
| Sport      | Uomini | Donne | Totale |
| ---------- | ------ | ----- | ------ |
| Sci alpino | 1      | 1     | 2      |
| Totale     | 1      | 1     | 2      |

## Sci alpino
| Atleta          | Evento                    | 1ª manche | 1ª manche | 2ª manche       | 2ª manche       | Totale          | Totale          |
| Atleta          | Evento                    | Tempo     | Posizione | Tempo           | Posizione       | Tempo           | Posizione       |
| --------------- | ------------------------- | --------- | --------- | --------------- | --------------- | --------------- | --------------- |
| Matthieu Osch   | Slalom gigante maschile   | 1'10"60   | 34º       | 1'15"94         | 28º             | 2'26"54         | 28º             |
| Matthieu Osch   | Slalom speciale maschile  | DNF       | DNF       | Non qualificato | Non qualificato | Non qualificato | Non qualificato |
| Gwyneth ten Raa | Slalom gigante femminile  | DNF       | DNF       | Non qualificata | Non qualificata | Non qualificata | Non qualificata |
| Gwyneth ten Raa | Slalom speciale femminile | DNF       | DNF       | Non qualificata | Non qualificata | Non qualificata | Non qualificata |